# الور
اولور (در زبان نروژی: Ulver) نام یک گروه موسیقی نروژی می‌باشد. کلمهٔ Ulver در نروژی جمع ulv با معنای گرگ می‌باشد. کریستوفر ریگ در سال ۱۹۹۳ میلادی، یعنی زمانی که تنها ۱۶ سال سن داشت اولور را تأسیس کرد. در همان سال دو آلبوم Rehearsal و Vargnatt را به صورت آزمایشی منتشر کرد. اولین آلبوم استدیویی اولور یک سال بعد یعنی در سال ۱۹۹۴ میلادی عرضه شد. این آلبوم Bergtatt – Et eeventyr i 5 capitler نام داشت و آثاری به سبک بلک متال رو دربرداشت. اولور آثار خود را در سبک‌های الکترونیک، آوانگارد، راک، سمفونیک، نویز و اکسپریمنتال عرضه کرده‌است. البته اکثر کارهایش به سبک اکسپریمنتال ساخته شده‌اند و از تکنیک‌های رکورد الکترونیکی بسیاری استفاده می‌کند.

## نگاهی به آلبوم‌های موسیقی اولور

### سه گانهٔ بلک متال(۱۹۹۴–۱۹۹۷)
سه آلبوم استدیویی اول اولور با نام سه گانهٔ بلک متال خوانده می‌شوند. این آلبوم که شامل Bergtatt – Et eeventyr i 5 capitler (سال ۱۹۹۴) و Kveldssanger (سال ۱۹۹۶) و Nattens madrigal (سال ۱۹۹۷) می‌باشند، دارای تفاوت‌هایی نسبت به سبک بلک متال هستند و تنها از دو ویژگی این سبک پیروی می‌کنند. ترانه‌های کهن دانمارک-نروژی استفاده شده در این آثار الهام گرفته از شعرهای لادویگ هلبرگ و سرودهای توماس کینگو می‌باشند. تم این ترانه‌ها از عامیانه‌های اسکاندیناوی چشمه گرفته‌است.

### نکاح بهشت و جهنمِویلیام بلیک(۱۹۹۸)
Themes from William Blake's The Marriage of Heaven and Hell در سال ۱۹۹۸ منتشر شد و متفاوت از چیزی که اولور شناخته شده بود ارائه داد. آهنگ سازی این اثر توسط کریستفر ریگ و توره الویساکر انجام شد. آثار موجود این آلبوم به سبک‌های اینداستریال متال، آوانگارد راک، پراگرسیو راک و امبینت ساخته شدند. ترانه‌های این آلبوم برگرفته از کتاب نکاح بهشت و جهنم اثر ویلیام بلیک می‌باشد. در زمان انتشار، این آلبوم در مجلات تروریزر، متال همر و راک هارد به عنوان یکی از آلبوم‌های برتر ماه معرفی شد.

### مسخ(۱۹۹۹)
The metamorphosis یا همان مسخ آلبوم بعدی گروه بود و در سال ۱۹۹۹ منتشر شد. این آلبوم یک EP بود و حال و هوای آلبوم قبل را در خود داشت. آثار این آلبوم با سبک آوانگارد و الکترونیک ساخته شدند.

### شهر تباهی(۲۰۰۰)
پنجمین آلبوم استدیویی بند، Perdition City یا شهر تباهی بود که در سال ۲۰۰۰ منتشر شد. حال و هوای آلبوم نکاح بهشت و جهنمِ ویلیام بلیک را هنوز می‌شد در این آلبوم حس کرد. سبک آثار این آلبوم تریپ هاپ، جز، امبینت، متن خوانی و الکترونیکا می‌باشد.

### سال‌های ۲۰۰۰ تا ۲۰۰۳
اولور بین سال‌های ۲۰۰۰ تا ۲۰۰۳ چند EP نام‌های Silence Teaches You How to Sing و Silencing the Singing وTeachings in Silence compilation و A Quick Fix of Melancholy ارائه داد که معمولا در سبک‌های امبینت، آوانگارد و دارک امبینت ساخته شده بودند.

### خونِ درون(۲۰۰۵)
آلبوم Blood inside یا خونِ درون آلبوم ششمین آلبوم استدیویی گروه بود. این آلبوم در آغاز سال ۲۰۰۴ ضبط شد اما در سال ۲۰۰۵ انتشار یافت. این آلبوم، آلبومی با سبک اکسپریمنتال می‌باشد. It Is Not Sound ترک پنجم این آلبوم است و برگرفته از یکی از آثار باخ به نام Toccata and Fugue in D minor می‌باشد. این قطعه دارای یک موزیک-ویدیو نیز هست. در این آلبوم آهنگی با نام کریسمس نیز مجود دارد. ترانهٔ این آهنگ که ترک سوم آلبوم می‌باشد، بر اساس شعری از فرناندو پسوآ با همین نام نوشته شده‌است.

### سایه‌های خورشید(۲۰۰۷)
آلبوم Shadows of the Sun یا سایه‌های خورشید هفتمین آلبوم استدیویی اُلور بود و به سبک اکسپریمنتال ساخته شد. این آلبوم در ۱ اکتبر ۲۰۰۷ منتشر شد. این آلبوم جوایز متعددی را دریافت کرد.
آلبوم شامل ۹ ترک است. دو ترک اول و هشتم این آلبوم، با نام‌های EOS و Funebre با همکاری پاملیا کرستین نوازندهٔ ترمین ساخته شدند. ترک هفتم آلبوم که Solitude نام دارد، بازخوانی یکی از آثار بلک سابات به همین نام است.
این آلبوم تأثیر بسزایی بر شناخته شدن اولور گذاشت.

### جنگ رزها(۲۰۱۱)
آلبوم Wars of the Roses یا جنگ رزها که شامل ۷ ترک می‌باشد که به سبک آرت راک و الکترونیک ساخته شده‌اند. این آلبوم در ۲۵ آوریل ۲۰۱۱ در بیرون از نروژ منتشر شد. ده روز قبل این آلبوم به صورت گسترده‌ای در نروژ منتشر شد و به سرعت تمامی آنها به فروش رفتند.

### پایان کودکی(۲۰۱۲)
Childhood's End یا پایان کودکی نهمین آلبوم استدیویی اولور بود و به سبک آرت راک و راک روان‌گردان ساخته شد. کلیهٔ قطعات موجود در این آلبوم بازخوانی آثار گروه‌های راک دههٔ ۶۰ میلادی هستند، گروه‌هایی مانند جفرسن ایرپلین.

### (Messe I.X-VI.X(۲۰۱۳
این آلبوم که قطعات آن به سبک‌های امبینت، آوانگارد، الکترونیک ساخته شده‌اند، روز ۱۷ اوت ۲۰۱۳ منتشر شد. این آلبوم که شامل ۶ قطعه است، با همکاری ارکستر شهر Tromsø نروژ ساخته شده‌اند.